# Silke Brand
Silke Brand (* 20. September 1971 in Bremen) ist eine deutsche Autorin psychologischer Sachbücher.

## Leben
Nach dem Beginn des Studiums der Angewandten Sprachwissenschaften in Mainz und nachfolgenden journalistischen Praktika studierte Brand Psychologie an der Universität Bielefeld. Im Anschluss an ihr Diplom arbeitete sie in der Christoph-Dornier-Klinik in Münster mit dem Schwerpunkt Verhaltenstherapeutische Intensivbehandlung unter anderem bei Angst- und Zwangsstörungen. Unterstützt durch ein Promotionsstipendium der Christoph-Dornier-Stiftung für Klinische Psychologie schrieb sie ihre Doktorarbeit zum Thema Evaluation eines störungsspezifischen Paartrainings für Agoraphobiker.
Im Anschluss an die Ausbildung zur Psychologischen Verhaltenstherapeutin arbeitete Brand in der Klinik für Psychiatrie und Psychotherapie der Universität Bonn, der RWTH Aachen und der Universität Düsseldorf. Brand absolvierte Zusatzausbildungen in den Bereichen Borderline-Störungen, Kommunikationstraining und Neuro-Linguistisches Programmieren sowie Coaching mit dem Reiss Profile. Seit 2000 arbeitet sie als psychologische Psychotherapeutin in Köln.

## Medientätigkeit
Seit 2003 trat Brand als psychologische Expertin zu den Themen Burnout, Depression, Angst, Partnerschaft und mentale Gesundheit für das ZDF, WDR 2, WDR 5 und 1 Live sowie Die Welt, den Kölner Stadt-Anzeiger, die Prisma und die Funk Uhr auf. Von 2005 bis 2008 hatte sie mit Thomas Kurscheid die gemeinsame Sendung Der große Gesundheitscheck im WDR-Fernsehen, die in verschiedenen dritten Programmen ausgestrahlt wurde. In der Sendung besuchten die beiden Familien, um ihnen und den Fernsehzuschauern Tipps in Sachen Gesundheit und Vorsorge zu geben. Seit 2009 trat Brand außerdem mehrfach im ARD-Morgenmagazin zu verschiedenen psychologischen Themen auf.

## Publikationen
- Ist mehr immer besser? Evaluation eines störungsspezifischen Paartrainings für Agoraphobiker im Hinblick auf additive Effekte zur massierten Expositionstherapie. Verlag für Psychotherapie, Münster 2002, ISBN 3-931521-35-4 (Dissertation, Universität Münster, 2002).
- Vergiss dein nicht: Authentisch leben. Kreuz, Freiburg im Breisgau 2010, ISBN 978-3-7831-3430-8; Herder, Freiburg im Breisgau 2012, ISBN 978-3-451-06439-5.
- Unbeschwert Leben: Wie Sie sich in zehn Schritten von Verbitterung befreien, Junferman 2020, ISBN 978-3-95571-948-7